# Le Fils du loup (recueil)
Le Fils du loup (The Son of the Wolf) est un recueil de nouvelles de Jack London paru en 1900 dont la première histoire porte le titre du livre.

## Historique
La plupart des nouvelles ont fait l'objet d'une publication antérieure dans des mensuels comme Overland Monthly ou Atlantic Monthly durant l'année 1899 et l'année 1900.

## Les nouvelles
L'édition de la Houghton Mifflin Company de 1930 comprend neuf nouvelles:
- À la santé de l'homme sur la piste (To the Man on the Trail)
- Le Silence blanc (The White Silence)
- En pays lointain (In a Far Country)
- La Sagesse de la piste (The Wisdom of the Trail)
- Les gens de Forty-Mile (The Men of Forty-Mile)
- Le Privilège du prêtre (The Priestly Prerogative)
- La Femme d'un roi (The Wife of a king)[1]
- Une odyssée du Grand Nord (An Odyssey of the North)[2]
- Le Fils du loup (The Son of the Wolf)

## Éditions en français
- 1926 - Le Fils du loup [et autres contes], Jack London ; traduit par M. S. Joubert, Paris : G. Crès[3].
- 1940 - Le Fils du loup, Jack London ; traduit par M. S. Joubert, Hachette, Bibliothèque verte.
- 1978 - Le Fils du loup, traduit par Georges Berton, Gallimard, Paris.

### Éditions en anglais
- The Son of the Wolf, un volume chez Houghton Mifflin Company, Boston, avril 1900.
- The Son of the Wolf, un volume chez Houghton Mifflin Company, Boston / New York, 1930.